# Société civile de portefeuille
 (janvier 2025).
En droit civil français, une société civile de portefeuille est une société civile créée pour faciliter la gestion d'un portefeuille de valeur mobilière (par exemple des actions, des obligations, des contrats de capitalisation ...)
La société civile de portefeuille est une société civile de patrimoine.
Le recours à une société civile de portefeuille  permet la détention d'un portefeuille de valeurs mobilières par plusieurs personnes et peut faciliter la transmission du portefeuille.
Cette forme de société exige deux associés minimum au moment de la création. Au cours de son existence, une société civile de portefeuille peut toutefois se retrouver détenue par un unique associé, mais cette situation ne peut être que transitoire d'après l'article 1844-5 du Code civil.

## Mise en place
La création d'une société civile de portefeuille est simple et les délais sont courts. Cette création est divisée en quatre étapes indispensables, à réaliser chronologiquement.

### Statuts
Les statuts de la société peuvent être rédigés par un acte sous seing privé ou par un acte authentique entre deux associés au minimum, notamment lorsque la société civile de portefeuille est constituée entre membres d'une même famille.  
La société civile de portefeuille a une durée de vie limitée prévue dans ses statuts d'origine. Le code civil dispose par ailleurs que cette durée ne peut être supérieure à 99 ans. Quant à une éventuelle prorogation, elle ne peut être décidée que par un accord entre associés, tant que la société civile de portefeuille existe.
Il peut être prévu dans les statuts de soumettre la société civile de portefeuille à l'Impôt sur les Sociétés (afin notamment de profiter du taux réduit d'IS).

### La publication dans un journal d'annonces légales
La société civile de portefeuille doit publier dans un journal d'annonces légales les principales informations la concernant, à savoir sa dénomination sociale, son capital social, l'identité de son (ou ses) gérant(s), etc.

### L'inscription au Guichet unique de l'INPI
Le guichet unique de l'INPI  fait office de Centre de Formalités des Entreprises (CFE) pour la création, modification ou radiation de la société civile.
Les demandeurs doivent utiliser le site du guichet unique de l'INPI depuis le 1er janvier 2023 (https://procedures.inpi.fr/?/), en justifiant leur identité avec France Connect Plus (création gratuite d'identité à un guichet de La Poste en montrant une pièce d'identité et en utilisant un ordiphone).
Le guichet unique de l'INPI inscrit la société civile de portefeuille au Registre du commerce et des sociétés. Pour ce faire, la société civile de portefeuille doit avoir réalisé les démarches précédentes.
C'est aussi le guichet unique de l'INPI qui fait les démarches auprès de l'INSEE afin que la société civile obtienne un SIREN. L'INSEE classe l'activité de la société civile dans la catégorie « Gestion de fonds » (Code APE 66.30Z).
Le greffe du tribunal de commerce enverra au(x) gérant(s) les formulaires à remplir pour les inscrire au Registre des bénéficiaires effectifs (RBE).
Une fois que les documents demandés par le tribunal auront été fournis, la société civile de portefeuille se verra remettre son Kbis.

### L'enregistrement au centre des finances publiques
Le guichet unique de l'INPI enverra les documents au centre des finances publiques auquel est rattaché le siège social du demandeur.

## Structure du bilan
Cette section est promotionnelle ou publicitaire (janvier 2025). Considérez son contenu avec précaution et/ou discutez-en.

### Passif
Au passif, on trouve classiquement le capital social, les comptes courants d'associés et le(s) report(s) à nouveau.

### Actif
A l'actif, on trouve les valeurs mobilières (qui peuvent être des actions, des obligations, des contrats de capitalisation, des parts de SCPI....) détenues à travers un compte titres et la trésorerie générée par les valeurs mobilières (dividendes, coupons d'obligations, ...). La règle de base étant de diversifier les actifs.
Pour diversifier vos actifs, le mieux est de prendre conseil auprès d'un Conseiller de Gestion de Patrimoine (CGP) qui vous accompagnera dans leur sélection.

## Avantages
- Le(s) gérant(s) peut(vent) se rémunérer par une rémunération de gérance qui est déductible si la Société Civile a opté pour l'imposition à l'Impôt sur les Sociétés (IS)[3].

- Les comptes courants d'associés peuvent être rémunéré. S'ils sont rémunérés au taux indiqué par l'administration fiscale, les intérêts sont déductibles pour la Société Civile.

- Comme pour toutes les sociétés imposées à l'IS, les déficits fiscaux sont reportables sur les résultats fiscaux bénéficiaires ultérieurs.

- L'un des intérêts de constituer une Société Civile de Portefeuille est la transmission du patrimoine :

vous transmettez des parts sociales de la Société Civile au lieu d'un portefeuille de titres en indivision.
De plus, vous pouvez démembrer les titres de la Société Civile entre nue-propriété et usufruit.

## Inconvénients
- Les associés, comme dans toute Société Civile, sont responsables indéfiniment des pertes.

- Droits de garde lié au compte titres.

- Honoraires du Cabinet d'Expertise comptable (si le gérant sous-traite la comptabilité).

- Une assemblée Générale Ordinaire doit statuer sur la répartition du résultat annuel : distribution de dividendes aux associés ou imputation au Report à nouveau.

Compte tenu de ses inconvénients et pour que la Société Civile soit suffisamment rentable, il est conseillé d'avoir un actif de 800 000 euros (souvent issu d'un héritage).

## Comptabilité
Le(s) gérant(s) doivent tenir une comptabilité (comme pour toute Société).
En pratique, cette tâche est souvent sous-traitée à un cabinet d'Expertise comptable.
La Société Civile n'est pas assujettie à la TVA, car elle a un objet civil.